# Walperswil
Walperswil ist eine politische Gemeinde im Verwaltungskreis Seeland des Kantons Bern in der Schweiz. Sie besteht aus den Ortsteilen Walperswil und Gimmiz.

## Geographie
Das Gemeindegebiet liegt am Nordrand des Grossen Mooses am Aare-Hagneckkanal. Das Dorf befindet sich auf einem langgestreckten, schmalen Hügelzug, der von Ablagerungen einer besonders stark ausgeprägten Mittelmoräne des eiszeitlichen Wallisergletschers gebildet wurde und markant über die Schwemmebene herausragt. Der Ortsteil Gimmiz liegt im flachen Gebiet östlich des Dorfes. Über den Hagneckkanal führt die Walperswil-Brücke.
Die Nachbargemeinden im Norden beginnend im Uhrzeigersinn sind Epsach, Bühl BE, Kappelen BE, Bargen BE, Siselen, Hagneck und Täuffelen. Die südliche Gemeindegrenze bildet der Aare-Hagneckkanal.

## Landesvermessung

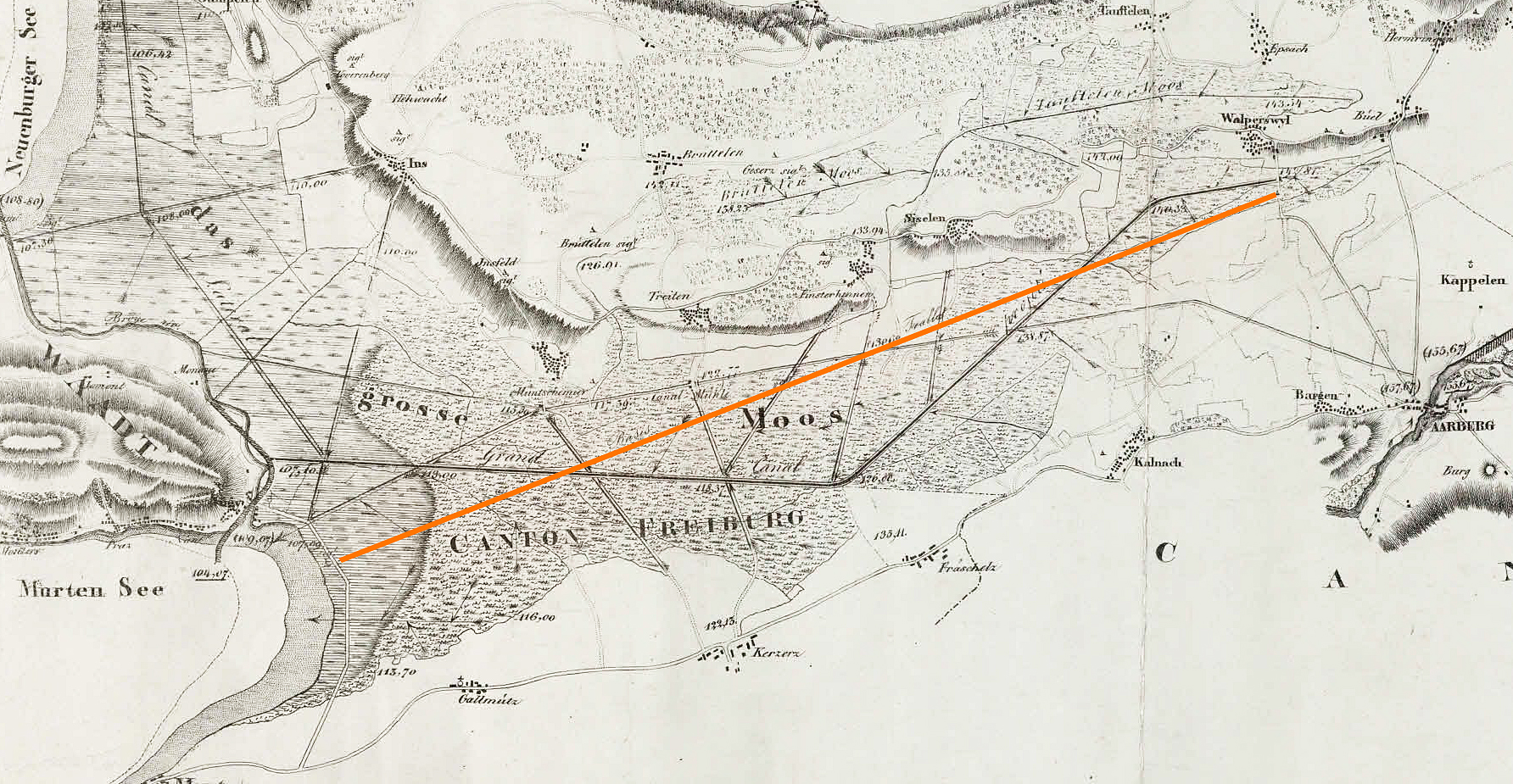
Basislinie zur Landesvermessung mit dem nördlichen Ende in Walperswil (1834)

In Walperswil begann im 19. Jahrhundert eine wesentliche Etappe der schweizerischen Landesvermessung. Davon zeugt ein Denkmal von nationaler Bedeutung, das am 20. Mai 2006 in Walperswil eingeweiht wurde. Es handelt sich um das Nordende der Basislinie im Grossen Moos, das auf Initiative des Berner Heimatschutzes unter Denkmalschutz gestellt wurde. Die 13 km lange Strecke zwischen Walperswil und Sugiez FR wurde zuletzt 1834 für die Dufourkarte gemessen; sie bestimmte somit bis zum Ende des 19. Jahrhunderts die geometrische Grösse der Schweiz. ⊙⊙

## Politik
Gemeindepräsidentin (Stand: 2023) ist Manuela Perny (Freie Wähler Walperswil).
Bei den Nationalratswahlen 2023 betrugen die Wähleranteile in Walperswil (in Klammern die Veränderung im Vergleich zu den Wahlen 2019 in Prozentpunkten): SVP 47,53 % (+2,40), Mitte 16,04 % (−4,33), SP 12,12 % (+3,44), FDP 7,43 % (+2,03), Grüne 6,04 % (−2,64), glp 5,48 % (+0,22), EVP 2,64 % (−0,61), EDU 0,85 % (+0,17), SD 0,07 % (−0,27).

## Wirtschaft
Kiesgrube
In Walperswil gibt es die Kiesgrube im Mattehölzil, welche im Beichfeld erweitert werden soll. An der Gemeindeversammlung 2019 wurde die Erweiterung abgelehnt, woraufhin sich der Kanton Bern der Sache angenommen hat. Die Kiesgrube wird von der Hurni-Gruppe betrieben. Die öffentliche Auflage und damit die Einsprachefrist dauerte vom 31. Oktober 2022 bis am 29. November 2022. Die IG «Beichfeld ohne Grube» erhob Einsprache.

## Versorgung
Wasser
Walperswil ist eine Verbandsgemeinde der Seeländischen Wasserversorgung.

## Persönlichkeiten
- Eduard Güder (1817–1882), reformierter Theologe
- Friedrich Baumann (1835–1910), Baumeister und Politiker

## Bilder

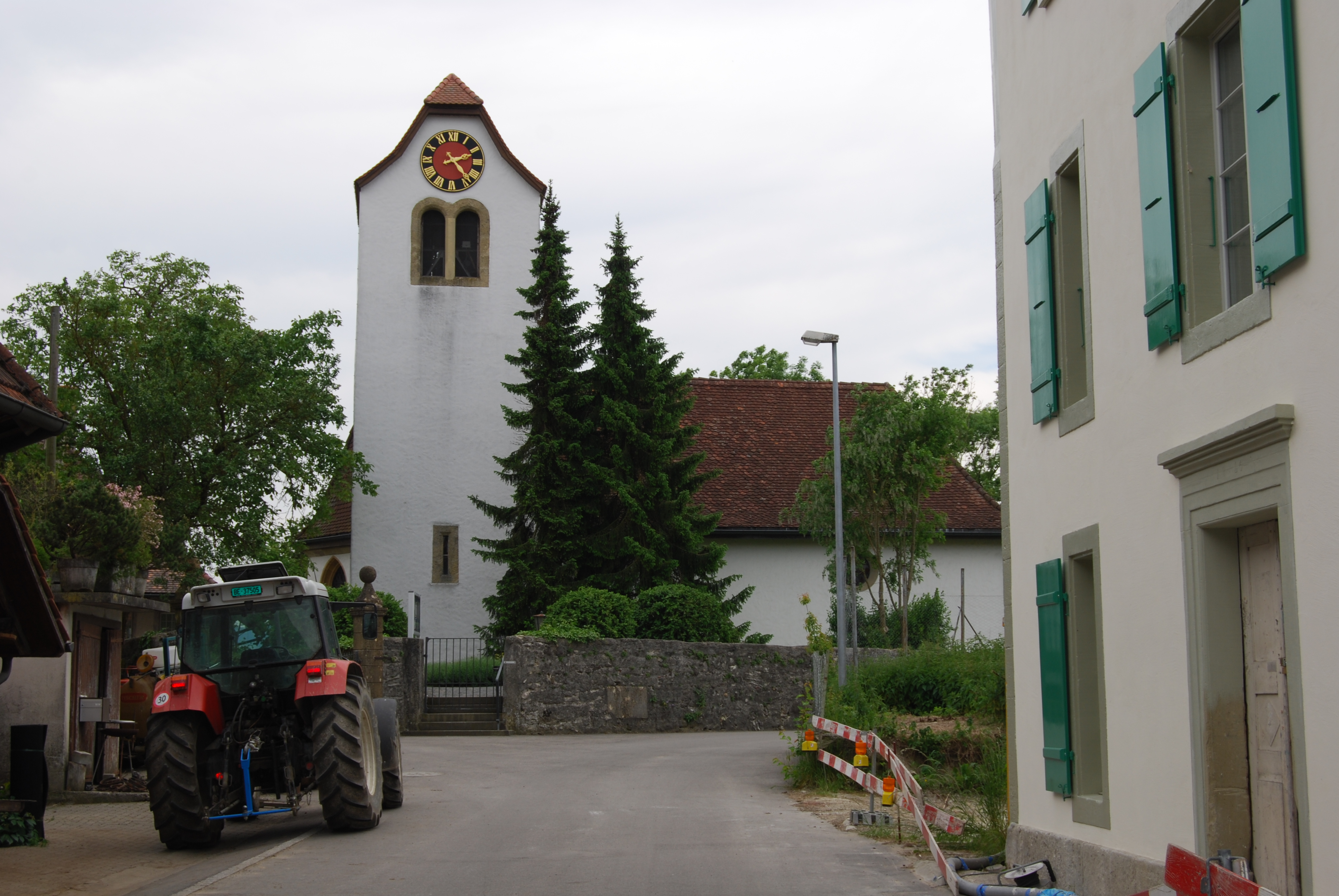
Reformierte Kirche
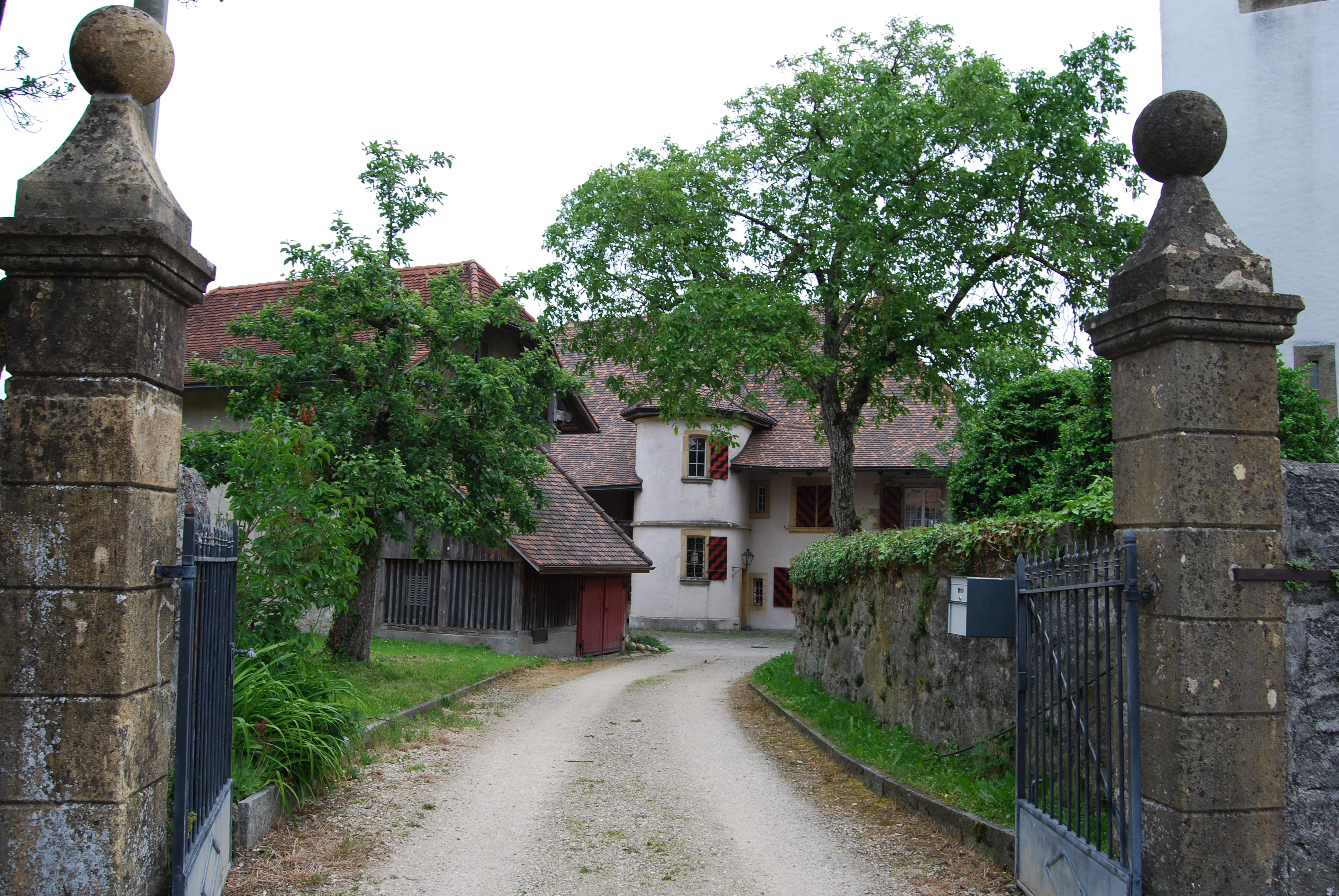
Pfarrhaus Walperswil
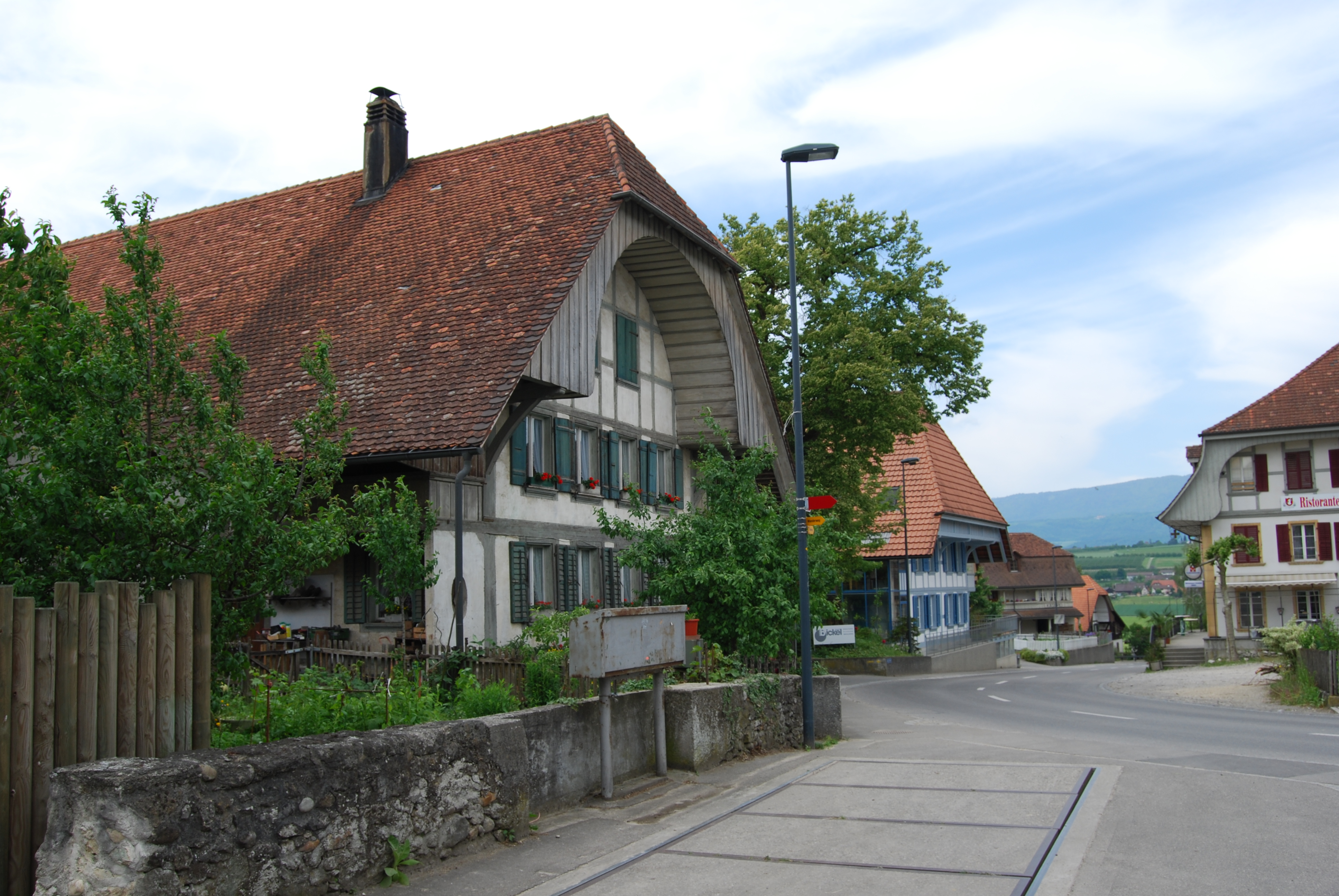
Dorfzentrum